# Gustave van Zuylen van Nyevelt
Gustave van Zuylen van Nyevelt (Gent, 23 augustus 1833 - Sleidinge, 8 februari 1900) was burgemeester van de Belgische gemeente Oostkamp.

## Levensloop
Baron Gustave Jean Dominique Marie van Zuylen van Nyevelt was de zoon van baron Jean-François van Zuylen van Nyevelt (1798-1863), raadsheer bij het Hof van Beroep in Gent, die zich met zijn gezin in Oostkamp had gevestigd. De moeder van Gustave was Eugenie De Busscher (1804-1884), kleindochter van de Brugse drukker-uitgever Joseph De Busscher.
Gustave trouwde met barones Alix de Heusch de Bombrouck (1835-1909). Hun zoon, Raymond van Zuylen van Nyevelt (1860-1929), werd raadsheer bij het Hof van Beroep  en voorzitter van het Krijgshof. Hij trouwde met Leonie Cousin, dochter van de bouwer van de haven van Zeebrugge, Emile Cousin. Die hun dochter, Alice van Zuylen van Nyevelt (1901-1988), trouwde eerst met Henry Kervyn (1888-1961), om vervolgens de derde vrouw te worden van Pierre Nothomb (1887-1966), senator, auteur, lid van de Académie royale de langue et littérature française.
Deze tak van de familie van Zuylen van Nyevelt is uitgestorven.

## Burgemeester van Oostkamp
Op 25 oktober 1873 werd Gustave van Zuylen tot burgemeester van Oostkamp benoemd, in opvolging van de overleden Louis-Joseph de Bie de Westvoorde. In augustus was een tussentijdse verkiezing gehouden, waarbij Louis-Charles de Bie de Westvoorde de open plaats van gemeenteraadslid kwam invullen. Deze kandidatuur en verkiezing was een duidelijke aanwijzing dat Louis-Charles zijn vader wenste op te volgen. De homogeen katholieke Regering-De Theux-Malou dacht daar echter anders over en het werd van Zuylen, aan wie de voorkeur werd gegeven boven de als liberaal bekende de Bie. Uit protest namen de raadsleden de Bie en baron Gustave de Negri (beheerder van de goederen van graaf d'Ursel) ontslag uit de gemeenteraad.
Op 11 november 1873 werd de nieuwe burgemeester plechtig geïnstalleerd. Een stoet trok door de gemeente en op het gemeentehuis werd een banket gehouden ('zes soorten vlees en vis en een halve fles wijn') met 36 ingeschrevenen.
Op 31 december 1878 nam van Zuylen ontslag. Zodra hij verdwenen was, werden opposanten van hem verkozen tijdens de gemeenteraadsverkiezingen van 25 maart 1879, onder hen Edouard Peers, Louis-Charles de Bie en Gustave de Negri. Ondertussen was Louis-Charles de Bie op 7 maart tot burgemeester benoemd door de militant-liberale regering Frère Orban.